# Hans-Martin Leili
Hans-Martin Leili (* 9. Januar 1952 in Stuttgart) ist ein ehemaliger deutscher Fußballspieler.

## Karriere
Hans-Martin Leili spielte Fußball in der Jugend der Stuttgarter Kickers und schaffte den Sprung in die Amateurmannschaft der Kickers. Am 29. März 1975 kam Leili zu seinem einzigen Einsatz im Profifußball, als er beim Heimspiel der Stuttgarter Kickers gegen den Karlsruher SC für Winfried Neuhäuser eingewechselt wurde.
Später war Leili noch für die SpVgg Renningen aktiv und trainierte nach seiner Spielerkarriere zahlreiche Amateurmannschaften in der Region um Stuttgart.